# Almere City FC
Almere City Football Club es un club de fútbol neerlandés de la ciudad de Almere. Fue fundado en 2001 y desde la temporada 2025-26 participará en la Eerste Divisie, la segunda división del fútbol nacional.